# Samsung SGH-D500
Samsung D500 – telefon z platformy AGERE wyprodukowany przez firmę Samsung. Na polski rynek został wprowadzony w 2005 roku. Posiada wbudowany aparat cyfrowy 1.3 MPx z Flashem.

## Funkcje telefonu
Bateria
- Typ: Li-Ion
- Pojemność: 800 mAh
- Czas rozmowy: 3 h
- Czas czuwania: 200 h

Dźwięk
- 64-tonowa polifonia
- obsługa MP3

Java
- MIDP 2.0
- CLDC 1.1
- 4 MB pamięci na aplikacje
- ok. 96 MB pamięci

Platforma
- GPRS klasa 10 (2Tx, 4Rx)
- Openwave 6.2.3.3
- Trójzakresowy (EGSM900/DCS1800/PCS1900)

Komunikacja
- Bluetooth 1.1
- IrDA
- USB 1.1
- WAP 2.0
- Wiadomości SMS/EMS/MMS

Organizer
- do 1000 wpisów w książce telefonicznej
- Kalendarz
- Kalkulator
- Stoper
- Budzik
- Alarm
- Przelicznik walut

Inne funkcje
- Nagrywanie sekwencji wideo
- Funkcja oczyszczania głosu
- Połączenia konferencyjne
- Skrócone wybieranie
- Przekazywanie połączeń
- Blokowanie połączeń
- Połączenia oczekujące